# Manfredo Chiostri
Manfredo Chiostri (Montevarchi, 17 gennaio 1888 – ...) è stato un politico italiano.

## Biografia
Massone, fu affiliato nel novembre 1920 alla loggia Concordia di Firenze, proveniente dalla loggia Dante Alighieri di Derna, iniziato il 9 maggio 1918.
Iscritto al Partito Nazionale Fascista, è un attivo squadrista e nel 1920 partecipa alla squadra che uccide il contadino Nello Ismaelli. Nel 1921 venne eletto alla Camera del Regno d'Italia per il collegio di Firenze. Nel 1924 venne riconfermato deputato con 7 255 voti nella circoscrizione Toscana. Nel 1926 divenne vice-segretario del direttorio del fascio fiorentino.